# Otto Aßfalg
Otto Aßfalg (* 26. März 1915 in Altheim als Max Aßfalg; † 17. Oktober 1980 in Düren-Lendersdorf) war ein deutscher römisch-katholischer Ordensgeistlicher im Zisterzienserorden strengerer Observanz (Trappisten) und von 1967 bis 1980 Abt von Mariawald.
Der Großneffe von Abt Dominikus Aßfalg kam 1928 als Oblatenschüler in die Abtei Mariastern bei Banja Luka und erhielt den Ordensnamen Otto. 1931 wurde er Novize und legte am 27. August 1933 die einfache sowie am 27. August 1939 die Feierliche Profess ab. Am 25. Juli 1940 wurde er zum Priester geweiht und 1942 zur Wehrmacht einberufen. Er wurde an der Ostfront verwundet und kam in sowjetische Kriegsgefangenschaft. In sein Kloster durfte er als Deutschstämmiger nach dem Krieg nicht zurückkehren. 1948 ging er in das Priorat Maria Veen in Westfalen und später in die Abtei Engelszell. 1952 kam er als Begleiter von Abt Bonaventura Diamant nach Mariawald. Ostern 1963 wurde Rektor der Trappistinnen der Trappistinnenabtei Maria Frieden in Dahlem. 1967 wollte er nach Mariastern zurückkehren.
Am 11. Januar 1967 wurde er zum Abt von Mariawald gewählt, da sein Vorgänger Andreas Schmidt bei einem Verkehrsunfall starb. Am 8. März 1967 spendete Johannes Pohlschneider, Bischof von Aachen, ihm die Abtsbenediktion. Als Wahlspruch wählte Aßfalg Matrem Christi contemplari (‚die Mutter Christi betrachten‘). Am 4. Februar 1980 legte er sein Amt nieder und wurde im August Novizenmeister. Im Oktober 1980 stab er an einem Herzinfarkt.